# Bakšija
Bakshi en albanais et Bakšija en serbe latin (en serbe cyrillique : Бакшија) est une localité du Kosovo située dans la commune/municipalité d'Obiliq/Obilić, district de Pristina (Kosovo) ou district de Kosovo (Serbie). Selon le recensement kosovar de 2011, elle compte 602 habitants, dont 601 Albanais.

## Démographie

### Évolution historique de la population dans la localité
| 1948 | 1953 | 1961 | 1971 | 1981 | 1991 | 2011 |
| ---- | ---- | ---- | ---- | ---- | ---- | ---- |
| 215  | 248  | 263  | 365  | 483  | 617  | 602  |

|  |